# Gośliny
Gośliny est une localité polonaise de la gmina de Biała Rawska, située dans le powiat de Rawa Mazowiecka en voïvodie de Łódź.